# Хатчинсон, Клод Бёртон
Клод Бёртон Хатчинсон (англ. Claude Burton Hutchison; 9 апреля 1885 — 25 августа 1980) — американский ботаник, аграрный экономист, преподаватель и мэр города Беркли (1955—1963).